# Lucerna (opéra)
Pour les articles homonymes, voir Lucerna.

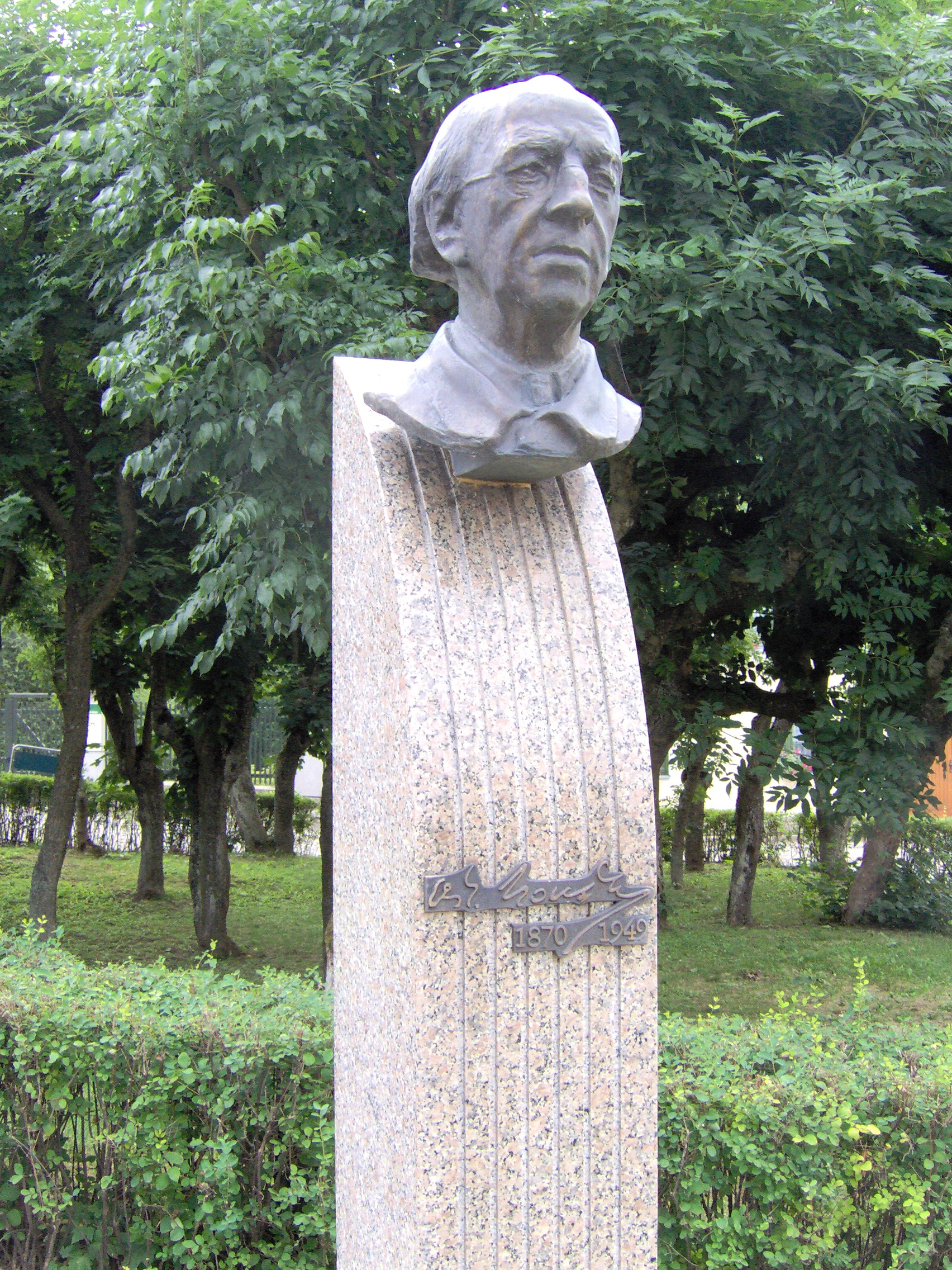
Buste de Vítězslav Novák

Lucerna (français : La lanterne) opus 56 est un opéra de Vítězslav Novák sur un livret de Hanuš Jelínek d'après un conte populaire Lucerna d'Alois Jirásek (1905). Il est créé le 13 mai 1923 au Národní divadlo sous la direction d'Otakar Ostrčil.

## Distribution
| rôle                            | voix      | première (13 mai 1923) |
| ------------------------------- | --------- | ---------------------- |
| Mladá kněžna                    | soprano   | Marja Bogucká          |
| Dvořan                          | baryton   | Jan Fifka              |
| Vrchní                          | basse     | Emil Pollert           |
| Mlynář                          | baryton   | Štěpán Chodounský      |
| Jeho bába                       | alto      | Věra Pivoňková         |
| Hanička                         | soprano   | Ema Miřiovská          |
| Zajíček, učitelský mládenec     | ténor     | Miloslav Jeník         |
| Michal, vodník                  | ténor     | Karel Hruška           |
| Ivan, vodník                    | basse     | Jiří Huml              |
| Pan Franc                       | ténor     | Antonín Novotný        |
| Mušketýr                        | basse     | Luděk Mandaus          |
| Klásková                        | alto      | Marie Rejholcová       |
| Klásek, šumař                   | rôle muet | Antonín Lebeda         |
| Zima, šumař                     | rôle muet | Josef Kramer           |
| Sejtko, šumař                   | rôle muet | Václav Zatiranda       |
| Žán (Jean), komorník            | rôle muet | Hynek Lažanský         |
| Terezka, komorná                | rôle muet | Marie Crhovská         |
| chef d'orchestre Otakar Ostrčil |           |                        |
| Regie: Vladimír Wuršer          |           |                        |
| Mise en scène: Čeněk Kvíčala    |           |                        |